# 마이도 유타카
마이도 유타카(일본어: まいど豊, 1965년 12월 14일 ~ )는 일본의 배우이다.